# 알렉사 데미
알렉사 데미(Alexa Demie)는 미국의 배우이다.

## 출연 작품

### 영화
- 브릭스비 베어 (2017)
- 미드 90 (2018)
- 웨이브스 (2019)
- 메인스트림 (2020)

### 텔레비전
- 유포리아 (2019-) - 매디 페레즈 역